# Dieter Stier

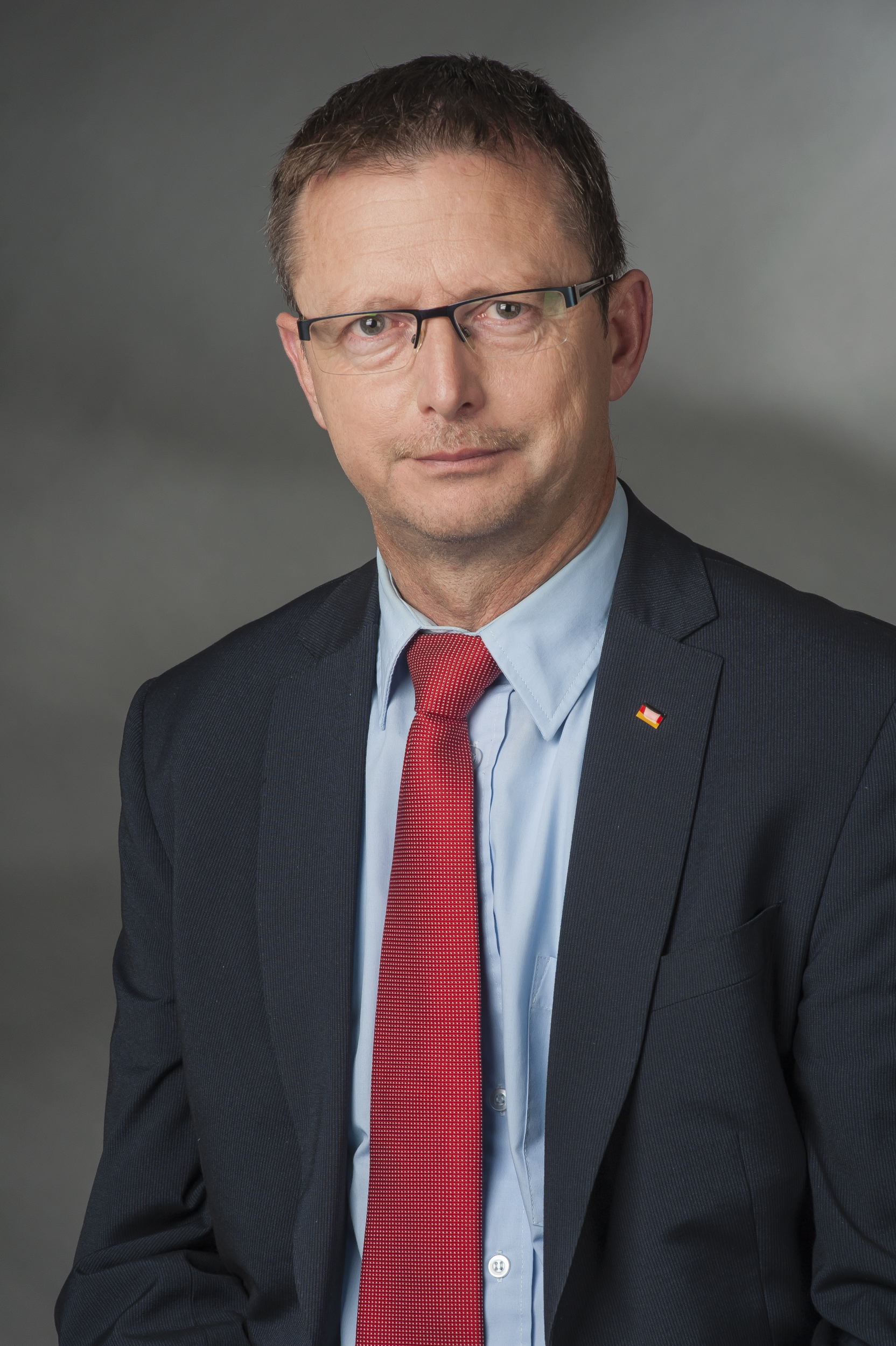
Dieter Stier, 2014

Dieter Stier (* 29. Juni 1964 in Weißenfels) ist ein deutscher Politiker (CDU) und Diplom-Agraringenieur. Er ist seit 2009 Mitglied des Deutschen Bundestages.

## Leben und Beruf
1981 bis 1983 absolvierte Stier eine Ausbildung zum Zootechniker/Mechanisator. Ein Fernstudium an der Fachhochschule Stadtroda und der Humboldt-Universität zu Berlin schloss Stier 1989 als Diplom-Ingenieur der Agrarwissenschaften ab. Seit 1981 ist er in der Landwirtschaft tätig, u. a. als Leiter des Gutes Storkau, zuletzt als Geschäftsführer des Weißenfelser Reitvereines sowie Leiter des Reit-, Zucht- und Ausbildungsstalles in Markwerben (mit Deckstelle); zudem war er in der Besamungsstation des Landgestütes Sachsen-Anhalt und in einem Landwirtschaftsbetrieb tätig.

## Politik
Von 1994 bis 2007 war Dieter Stier Mitglied des Kreistages im Landkreis Weißenfels. Seit 1999 ist er Mitglied der CDU. Er war bis zum Jahr 2014 Mitglied des Stadtrates der Stadt Weißenfels.
Am 22. April 2007 wurde Stier in den Kreistag des neu gebildeten Burgenlandkreises gewählt. In der konstituierenden Sitzung am 16. Juli 2007 wurde er zum Vorsitzenden des Kreistages gewählt und am 7. Juli 2014 in diesem Amt bestätigt.

## Abgeordneter
Am 27. September 2009 gewann Stier bei der Bundestagswahl mit 33,0 % der Erststimmen das Direktmandat im Bundestagswahlkreis Burgenland – Saalekreis und wurde Mitglied des Deutschen Bundestages.
Bei der Bundestagswahl am 22. September 2013 wurde Dieter Stier erneut zum Direktkandidaten des Bundestagswahlkreises Burgenland – Saalekreis (Wahlkreis 73) gewählt. Mit 44,8 % erzielte er das zweitbeste Erststimmenergebnis im Land Sachsen-Anhalt.
Am 24. September 2017 gewann Dieter Stier bei der Bundestagswahl zum dritten Mal in Folge mit 33,6 % der Erststimmen das Direktmandat in diesem Wahlkreis.
Dieter Stier war im 19. Deutschen Bundestag ordentliches Mitglied im Ausschuss für Ernährung und Landwirtschaft sowie stellvertretender Vorsitzender im Sportausschuss. Außerdem ist er stellvertretendes Mitglied im Verteidigungsausschuss des Deutschen Bundestages sowie im 1. Untersuchungsausschuss des Verteidigungsausschusses, und er war in der 18. Wahlperiode ordentliches Mitglied im Unterausschuss für Bürgerschaftliches Engagement.
Dieter Stier war von 2013 bis 2021 stellvertretender Vorsitzender der CDU-Landesgruppe Sachsen-Anhalt im Deutschen Bundestag.
Am 26. September 2021 gewann Dieter Stier erneut das Direktmandat im Wahlkreis 73. Burgenland-Saalekreis mit 26,3 % der Erststimmen. Damit erzielte er zum vierten Mal in Folge ein besseres Ergebnis als seine Partei auf Wahlkreisebene. Im 20. Deutschen Bundestag gehört Dieter Stier dem Sportausschuss sowie dem Ausschuss für Ernährung und Landwirtschaft als ordentliches Mitglied an.
Bei der Bundestagswahl 2025 konnte Stier kein Direktmandat gewinnen, zog aber über die Landesliste der CDU Sachsen-Anhalt in den 21. Bundestag ein.

## Politische Äußerungen
Im Januar 2015 kritisierte Stier während einer Bundestagssitzung, dass in einem Bericht der ARD-Sendung Morgenmagazin über Veganismus nicht „anlassbezogen über einen bäuerlichen Betrieb oder einen Betrieb der Ernährungsbranche“ berichtet wurde, sondern darüber, „dass man mittlerweile auch eine vegane Lederpeitsche im Sexshop erwerben könne, die aus alten Fahrradschläuchen hergestellt wurde“. Ihm fehle für eine solche Berichterstattung „jedes Verständnis“.